# Ückendorf
Ückendorf ist ein Stadtteil von Gelsenkirchen im Ruhrgebiet. Am 31. Dezember 2023 lebten in Ückendorf 21.015 Einwohner.

## Geografie und Verkehr

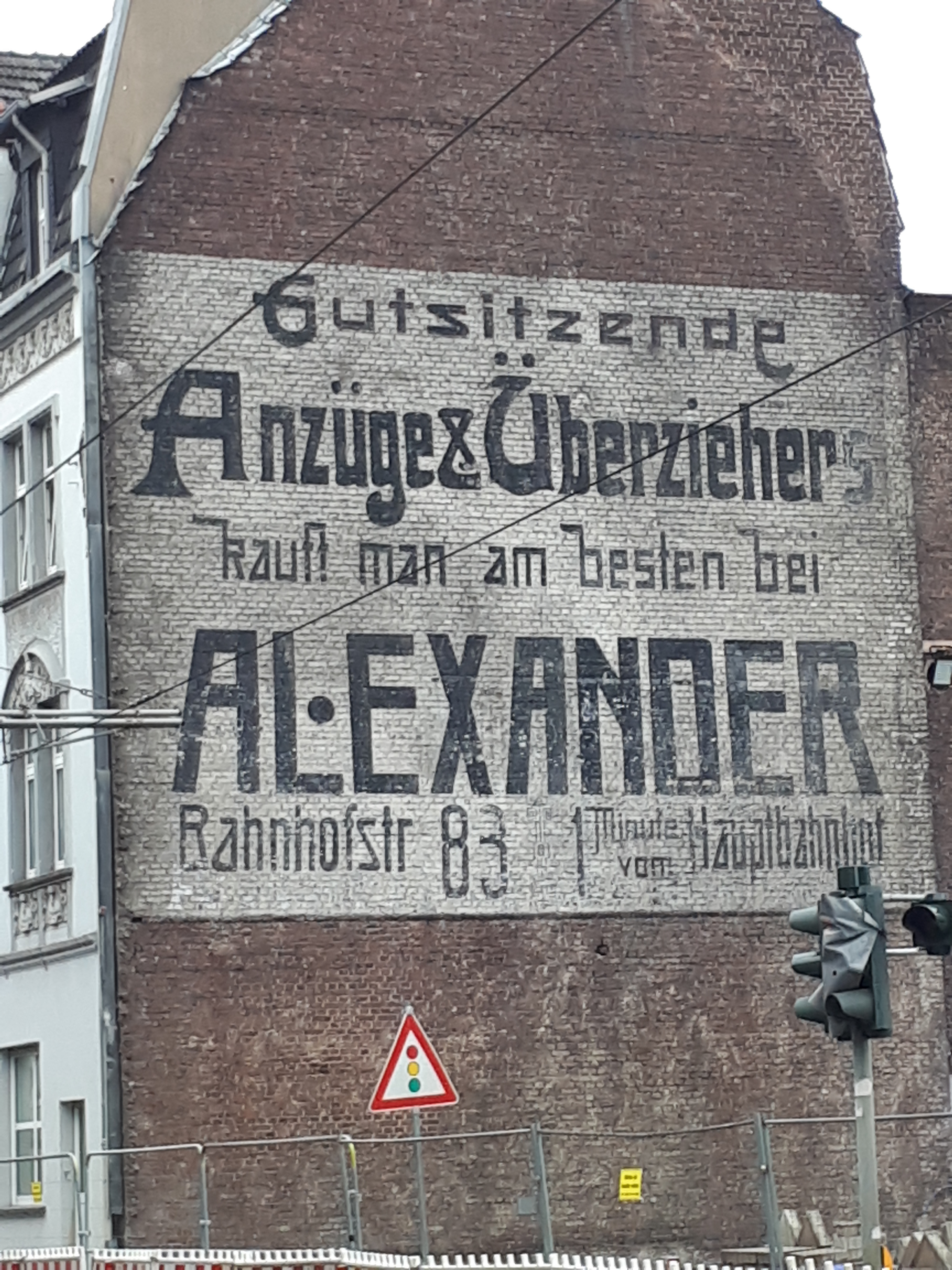
Alte Werbefläche an der Bochumer Straße

Ückendorf ist im Südosten Gelsenkirchens an den Stadtgrenzen zu Bochum-Wattenscheid und Herne-Wanne gelegen. Im Norden und Westen grenzt Ückendorf an die Gelsenkirchener Stadtteile Bulmke-Hüllen, Neustadt und Rotthausen. Neben den beiden zuletzt genannten Stadtteilen zählt Ückendorf zum Stadtbezirk Gelsenkirchen-Süd. Mit einer Fläche von 6,821 km² ist Ückendorf zugleich der größte Stadtteil dieses Stadtbezirkes.
Der Ort ist ein sehr vielfältiger Stadtteil, der neben vielen einfacheren Wohnlagen mit Mehrfamilien- und Zechenhausbebauung auch gehobene Wohngebiete mit großzügigen Einfamilienhäusern aufweist, wie etwa das Wohnviertel östlich des Von-Wedelstaedt-Parks.
Ückendorf verfügt – vermutlich infolge eines Versehens bei einer in den 1920er Jahren durchgeführten kommunalen Gebietsreform – über eine rd. zwei Hektar große Exklave, die sich an der Stadtgrenze zwischen Bochum und Herne befindet.
Wichtigster Verkehrsknotenpunkt ist der Ückendorfer Platz. An ihm treffen sich die drei wichtigsten Verkehrsadern: Zum einen die Bochumer und die Ückendorfer Straße, die den Stadtteil spitz zulaufend von Nord nach Süd durchziehen und von dieser Stelle an als Ückendorfer Straße nach Bochum-Wattenscheid führen, sowie zum anderen die nach Bochum-Günnigfeld verlaufende Osterfeldstraße.
Auf der Bochumer Straße verkehrt die Straßenbahnlinie 302 der BOGESTRA, die den Hauptbahnhof Bochum mit dem Gelsenkirchener Hauptbahnhof, der Veltins-Arena und dem Gelsenkirchener Stadtteil Buer verbindet.
Ückendorf ist über die Anschlussstelle „Gelsenkirchen-Süd“ an die Bundesautobahn 40, den Ruhrschnellweg, angeschlossen.

## Geschichte
Die Entstehung Ückendorfs ist eng mit der Siedlungsgeschichte der altgermanischen Stämme verbunden, die zwischen dem vierten und dem siebten Jahrhundert auch im Bruchland an der Emscher sesshaft wurden. Es wird vermutet, dass sich die ersten Ückendorfer Siedler nach ihrem Anführer „Hugo“ oder „Hukko“ als „Huginge“ oder „Hukkinge“ bezeichneten, woraus sich der ursprüngliche Name „Hugingsdorf“ ableitete. Die wohl überwiegende Zahl der Höfe und Kotten war der Großgrundherrschaft des Stiftes Essen angehörig. Um 1254 wurde Ückendorf als Haupthof des Stiftes Essen erstmals urkundlich erwähnt.
Bis in die Neuzeit hinein blieb die dörfliche Struktur Ückendorfs unverändert. Die Gemeinde bestand aus einigen Bauernhöfen, deren Namen – wie etwa Niermann, Schüffler, Schulte-im-Hofe, Dördelmann, Grollmann – sich noch heute in den Straßennamen Ückendorfs wiederfinden. Im Jahre 1486 lebten in Ückendorf 60 Einwohner, die sich im Wesentlichen auf 14 Höfe verteilten; 1855 waren es 337 Einwohner. Als Bauerschaft zählte Ückendorf zum Kirchspiel und späteren Dekanat Wattenscheid, das dem Erzbistum Köln angehörte.

Zeche Holland, Schacht I und II, um 1910

Das rasche Wachstum Ückendorfs begann erst Ende des 19. Jahrhunderts durch den Ruhrbergbau. Mit dem Beginn der Kohleförderung auf der Zeche Holland im Jahre 1856, auf der Zeche Rheinelbe im Jahre 1861 und auf der Zeche Alma im Jahre 1872 „explodierte“ die Bevölkerungszahl binnen 35 Jahren auf das Vierzigfache (1855: 337 Einwohner; 1875: 5.275 Einwohner; 1890: 13.129 Einwohner). In kurzer Zeit entstand in Ückendorf die entsprechende Infrastruktur. Dazu gehörten
- das 1905 im Stil der Weserrenaissance errichtete – heute nur noch zu Wohnzwecken genutzte – Knappschaftskrankenhaus in der Knappschaftsstraße, das anfänglich über 200 Betten verfügte,
- die Bergarbeitersiedlung Flöz Dickebank (sie ist in ihrer äußeren Struktur noch weitgehend unverändert erhalten und vermittelt einen guten Eindruck der damaligen Wohnverhältnisse),
- die 1874 in Betrieb genommene Bahnstrecke Osterath–Dortmund Süd der Rheinischen Eisenbahn-Gesellschaft über Bochum nach Dortmund (ein Relikt aus dieser Zeit ist der – heute genau auf der Stadtgrenze von Bochum und Gelsenkirchen liegende – Bahnhof Gelsenkirchen-Wattenscheid),
- die Almaschule an der heutigen Hohenfriedberger Straße (1883), die Parkschule in der Parkstraße (1899), die Rheinelbeschule in der heutigen Carl-Mostert-Straße,
- das Elektrizitätswerk (das bis 2004 in einigen baulichen Resten auf dem Werksgelände der Firma W. Geldbach noch erkennbar war),
- der 1906 stillgelegte Schlachthof an der Ückendorfer Straße Ecke Dördelmannshof,
- die katholische Kirche St. Josef, deren Grundstein am 11. November 1894 an der Ecke Ückendorfer Straße und Südstraße (heute Virchowstraße) gelegt wurde (die Pfarrgemeinde St. Josef wuchs in den 1920er Jahren zur größten Pfarrgemeinde Deutschlands),
- die evangelische Nicolaikirche, die am 15. März 1894 an der Ecke Ückendorfer Straße und Nordstraße (heute Flöz Sonnenschein) eingeweiht wurde.

Zeche Alma, um 1907

Aufgrund seiner Größe wurde Ückendorf im Jahre 1876 ein eigenes Amt im Landkreis Gelsenkirchen und löste sich damit vom Amt Wattenscheid. Erster Amtmann war Hermann Schaefer, ihm folgte 1879 Adalbert Cramer (an den heute noch die Bezeichnung der Straße Cramerweg erinnert). Das erste Amtshaus stand in der Ziegelstraße; später wurde ein neues Amtshaus in der Knappschaftsstraße (Ecke Bochumer Straße) errichtet und das erste Amtshaus zum Armenhaus umgewidmet.
Am 1. April 1903 wurde Ückendorf (damalige Schreibweise der Gemeinde: Ueckendorf) ein Teil der neu entstehenden Großstadt Gelsenkirchen und verlor damit seine Eigenständigkeit. Zu diesem Zeitpunkt zählte die Gemeinde 21.937 Einwohner. Der ab dem 1. April 1896 amtierende letzte Amtmann, Carl von Wedelstaedt, war von 1919 bis 1928 erster Oberbürgermeister Gelsenkirchens.
1935 gründete der Soziologe Wilhelm Brepohl die Forschungsstelle für das Volkstum im Ruhrgebiet, die ihren Sitz zunächst in Brepohls Wohnung und dann im Verwaltungsgebäude der Glück-Auf-Brauerei in Ückendorf hatte.
Im Zweiten Weltkrieg zählte Ückendorf neben Scholven zu den am meisten bombardierten Stadtteilen Gelsenkirchens. Allein am 17. Januar 1945 gingen bei einem schweren Luftangriff auf Ückendorf 46 Sprengbomben, zwei Luftminen, 2.300 Brandbomben und 250 Phosphorbrandbomben nieder. Die Befreiung vom nationalsozialistischen Regime erfolgte Anfang April 1945 durch US-amerikanische Truppen, die sich in den Ückendorfer Straßen zuletzt einen Häuserkampf mit dem Volkssturm und dem – mit Panzerfäusten, historischen Waffen, Sensen und Dreschflegeln ausgestatteten – Freikorps Sauerland lieferten. Nach der Niederschlagung dieser letzten Widerstände zogen die US-amerikanischen Truppen – begrüßt von vielen überlebenden Ückendorfern, an die die Amerikaner Zigaretten verteilten – mit Sherman-Panzern über die Bochumer Straße in den Stadtteil ein.

## Bevölkerung
Zum 31. Dezember 2023 lebten 21.015 Einwohner in Ückendorf.
- Anteil der weiblichen Bevölkerung: 50,0 % (Gelsenkirchener Durchschnitt: 50,5 %)[10]
- Anteil der männlichen Bevölkerung: 50,0 % (Gelsenkirchener Durchschnitt: 49,5 %)[11]
- Ausländeranteil: 29,6 % (Gelsenkirchener Durchschnitt: 26,0 %)[12]

## Städtebauliche Entwicklung

### Ückendorfer Platz
Der Ückendorfer Platz bildet das historische Zentrum Ückendorfs. Er entwickelte sich aus dem Burbrink, dem ursprünglichen Dorfplatz der Gemeinde. Der Platz war von Lindenbäumen umgeben (an die heute noch die Bezeichnung der nahegelegenen Straße „Im Lindacker“ erinnert) und verfügte über einen von einer natürlichen Quelle gespeisten Dorfteich („Amtsteich“), der 1898 im Rahmen des Gleisumbaus für die Straßenbahnlinie 2 trockengelegt wurde. Auf dem Platz befand sich der „Lindenstein“, ein Findling, der seinen Namen seinem Standort unter der Dorflinde verdankt. Der Lindenstein markierte die Versammlungsstätte der Dorfbauern und war zugleich Richtstätte der untersten Gerichtsbarkeit, an der bis ins 18. Jahrhundert hinein noch Recht gesprochen wurde. Als sich am Ückendorfer Platz ein Verkehrsknotenpunkt entwickelte, fand der Lindenstein zunächst einen neuen Platz am Amtshaus in der Ziegelstraße; heute befindet er sich am Haupteingang des Von-Wedelstaedt-Parks. Der Sage nach soll der Lindenstein von einem auf dem Tippelsberg (im heutigen Bochum-Riemke) hausenden Riesen im Streit mit dem auf dem Mechtenberg (im heutigen Essen-Kray) hausenden Riesen auf den Ückendorfer Dorfplatz geworfen worden sein. Der Lindenstein war damals allgemein so bekannt, dass seine bloße Existenz als Beleg für die Wahrheit dieser Sage angeführt wurde.
„En stüksken van de twei risengripers op den Tieppelsbiarg un op den Mechtenbiarg.
Git wietet doch alle, dat frööer op den Mechtenbiarg en rise wuonde un enen op de Tieppelsbiarg. De Tieppelsbiarg liet en stünken van Baukem un de Mechtenbiar liet enige smiet wiages van Watsche na Allenessen hen.
De beiden risen bokken ümmer tehoupe broud. Einmal moch de eine backen, dann brach de andere sin broud un so gonk et ümmer üm. Nu moch es de kedel op den Mechtenbiarg broud backen, un de vam Tieppelsbiarge moch sine Knisten brengen. Wann nu de rise op den Mechtenbiarg in den truag schrappen, dann war et tid, dat de vam Tieppelsbiarge sin broud brach. Dat schrappen i de truag ludden uwwer so hat, as wann et gedonnert hedde. – As nu de stunne da was, wa de rise achter Baukem denner kommen moch, schrappen sik de op de Leithe faquanz an den rüggenstrank un depper darunner. Dat konn awwer de op den Tieppelsbiarg häören, un he kam ok richtich un brach de broude. Awwer da ha de in de Leithe nach nich de uawen angebot, un de van Baukem kam te fröü. Da wor he so böüse, dat he enen stein nam un den einen risen smeit. Dä leip awwer wech un kam in en paar sprüngen in Ueckentüarp an. Da fol ok de stein terdale, un he liet nach di dat spreitenhüsken. Den grouten stein kent alle lüe, de in de giegend wont, un he het nich andes as de groute kieseling van de kedel op den Tieppelsbiarg.“
 Sage von den beiden Riesen auf dem Tippelsberg und auf dem Mechtenberg.

### Ückendorfer Straße
Historisch betrachtet bildet nicht die Bochumer, sondern die Ückendorfer Straße die eigentliche Hauptstraße Ückendorfs. Sie verband den Hellweg in Wattenscheid mit dem Lippe-Hellweg und durchkreuzte dabei den dörflichen Mittelpunkt Ückendorfs, den heutigen Ückendorfer Platz. Nachdem an der Ecke zum Festweg die erste Ückendorfer Schule errichtet worden war, erhielt die Straße erstmals einen Namen und wurde „Schulstraße“ genannt. Ihren heutigen Namen erhielt die Ückendorfer Straße erst mit der Eingemeindung Ückendorfs nach Gelsenkirchen. Auch die Straßenbahnlinie 2, die heutige Linie 302 der BOGESTRA, verlief seinerzeit nicht über die Bochumer, sondern über die Ückendorfer Straße, und zwar Anfangs lediglich eingleisig. Der Straßenbahnverkehr auf der Ückendorfer Straße wurde 1955 eingestellt.

### Bochumer Straße

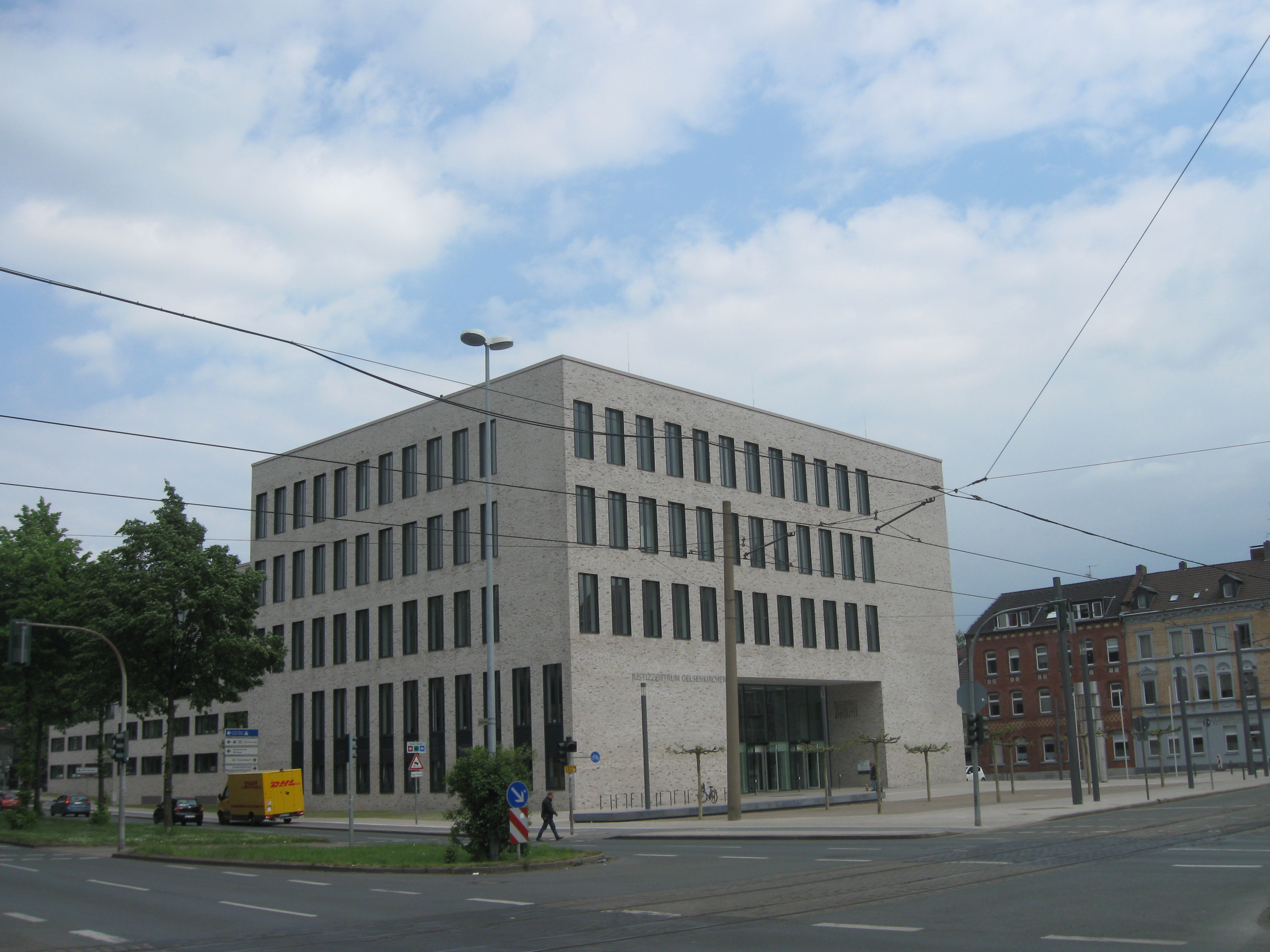
Das Justizzentrum Gelsenkirchen an der Bochumer Straße

Die heutige Bochumer Straße war ursprünglich lediglich ein kleiner Feldweg, der am Dorfplatz von der Ückendorfer Straße abbog. Schon früh gab es jedoch Planungen, an diesem Weg das „großbürgerliche Viertel“ Ückendorfs einzurichten. Die befestigte Straße wurde daher an ihrem südlichen Ende beginnend am Ückendorfer Platz mit einer heute noch bemerkenswerten Breite als Allee angelegt, was der Straße im damaligen Volksmund die Bezeichnung „Chaussee“ einbrachte. Als erste Straße in Ückendorf erhielt die Bochumer Straße Kanalisation und Beleuchtung. Die großbürgerliche Prägung dieses südlichen Viertels lässt sich bis heute an der Fassadengestaltung der Häuser ablesen, die an der Bochumer Straße zwischen Ückendorfer Platz und Virchowstraße und an der Parkstraße gegenüber dem Von-Wedelstaedt-Park errichtet wurden. Hier befanden sich die – vielfach erhalten gebliebenen – Direktorenvillen der großen in Ückendorf ansässigen Unternehmen, die örtliche Sparkasse und auch das zweite Amtshaus, welches 1880/1881 an der Ecke Bochumer und (heutiger) Knappschaftsstraße errichtet wurde und in dem nicht nur die Diensträume, sondern auch die Privatwohnung des Ückendorfer Amtmannes untergebracht waren (um 1955 abgerissen und ersetzt durch den Neubau der Polizeiwache). An der Einmündung der Markgrafenstraße stand das „Hotel Brüggemann“ (erbaut 1899), von dem heute lediglich das Restaurant („Zum Südpark“) erhalten ist. Zwischen Markgrafenstraße und Polizeiwache kreuzte westlich von Haus Nr. 223 die eingleisige Kray–Wanner Bahn (Strecke 2209), welche inzwischen aufgelassen und zum Rad- und Fußweg umgebaut wurde. Die zwischen vorerwähnter Bahntrasse und der Polizeiwache liegende Villa sowie der an der Straße gelegene Kiosk wurden abgerissen und durch mehrere Wohnhäuser ersetzt.
In ihrem nördlichen Teil, beginnend ab der Kreuzung zur heutigen Virchowstraße, bildete die Bochumer Straße von jeher eine Geschäftsstraße, in der nahezu jedes Haus im Erdgeschoss über ein Ladenlokal oder eine Restauration verfügt. Von der Errichtung des Gelsenkirchener Justizzentrums an der Kreuzung zum Junkerweg wird eine Revitalisierung dieses Abschnitts der Bochumer Straße erwartet. Auf ganzer Länge wird sie von der Straßenbahnlinie 302 durchfahren.

## Wirtschaftliche Bedeutung

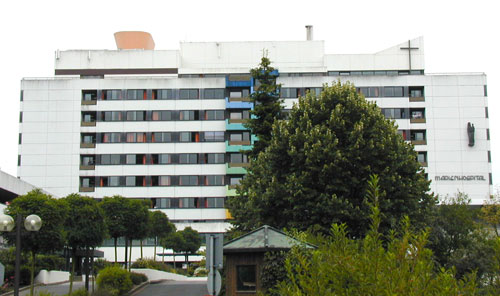
Das 1970 erbaute Marienhospital

Die wirtschaftliche Entwicklung Ückendorfs war lange Zeit von der Entwicklung des örtlichen Bergbaus abhängig. Nachdem die Gelsenkirchener Bergwerks-AG (GBAG) 1878 die bis dahin eigenständigen bergrechtlichen Gewerkschaften Alma und Rheinelbe übernommen hatte, entwickelte sich die Gesellschaft bald zu dem wichtigsten Unternehmen Ückendorfs. Die GBAG hatte ihren Sitz auf dem Gelände der Zeche Rheinelbe und stand nach dessen Eintreten in das Unternehmen unter dem prägenden Einfluss von Emil Kirdorf. Unter seiner Leitung wurde die GBAG zum größten Kohlebergbauunternehmen Europas. Durch die Übernahme der Zechen Hansa, Zollern und Germania erweiterte Kirdorf die GBAG, gliederte ihr 1904 den von Friedrich Grillo gegründeten „Schalker Gruben- und Hüttenverein“ an und baute die GBAG durch die Übernahme von Kohlehandels-, Röhrenfertigungs- und Reedereiunternehmen zu einem vertikal integrierten Mischkonzern aus, der die Keimzelle des späteren Veba-Gelsenberg-Konzerns bildete. Aufgrund der einzigartigen Bedeutung, die dem Bergbau zu dieser Zeit für die Gemeinde zukam, wird Kirdorf für jene Zeit wohl nicht zu Unrecht als „tatsächlicher Regent“ Ückendorfs angesehen.

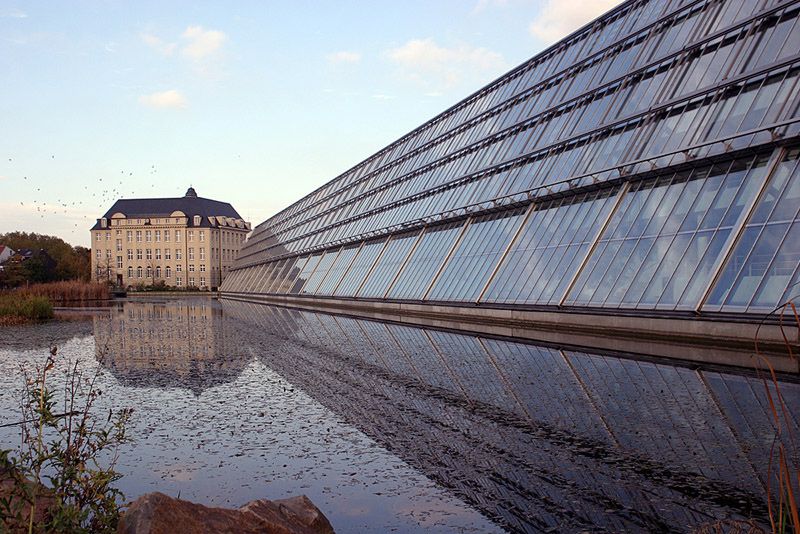
Wissenschaftspark Gelsenkirchen (mit dem Arbeitsgericht im Hintergrund)

Mit der Krise des Ruhrbergbaus in den 1960er Jahren gerieten auch die in Ückendorf ansässigen Folgeindustrien in schwieriges Fahrwasser.
Einen neuen Aufschwung erhielt der Ortsteil mit dem Bau des neuen Marienhospital Gelsenkirchen 1970, das inzwischen zum akademischen Lehrkrankenhaus der Universität Duisburg-Essen avancierte. 1976 folgten die Fachhochschule für öffentliche Verwaltung NRW und das Schulzentrum an der Bochumer Straße. Die Gesamtschule Ückendorf wurde 1982 als zweite Gesamtschule Gelsenkirchens eröffnet und verdrängte die bis dato im Schulzentrum Ückendorf angesiedelten drei Schulformen.
Die Glückauf-Brauerei AG braute bis zu ihrer Eingliederung in den Konzern der Brau und Brunnen AG im Jahre 1980 an der Leithestraße. Die Gesellschaft war 1895 aus der Brauerei „Glückauf“, Fritz Schulte im Hofe, Pokorny & Co. hervorgegangen und zählte seinerzeit mit 180.000 Hektolitern Produktionskapazität zu den größten Brauereien des Reviers. Im Jahre 1928 gründete die Glückauf Brauerei AG eine Interessengemeinschaft mit der Dortmunder Ritter Brauerei, die über Jahrzehnte ihr größter Aktionär blieb. Der Abschluss eines Beherrschungsvertrages mit der Schultheiss-Brauerei folgte 1971. Die Brauereigaststätte, der „Glückaufkeller“, befindet sich noch heute an der Leithestraße. Das Gebäude wurde von dem Architekten Josef Franke entworfen.

Die ehemalige Maschinen- und spätere Lohnhalle der Zeche Rheinelbe wurde 1993 zum Tagungshotel „lichthof“ umgebaut. 

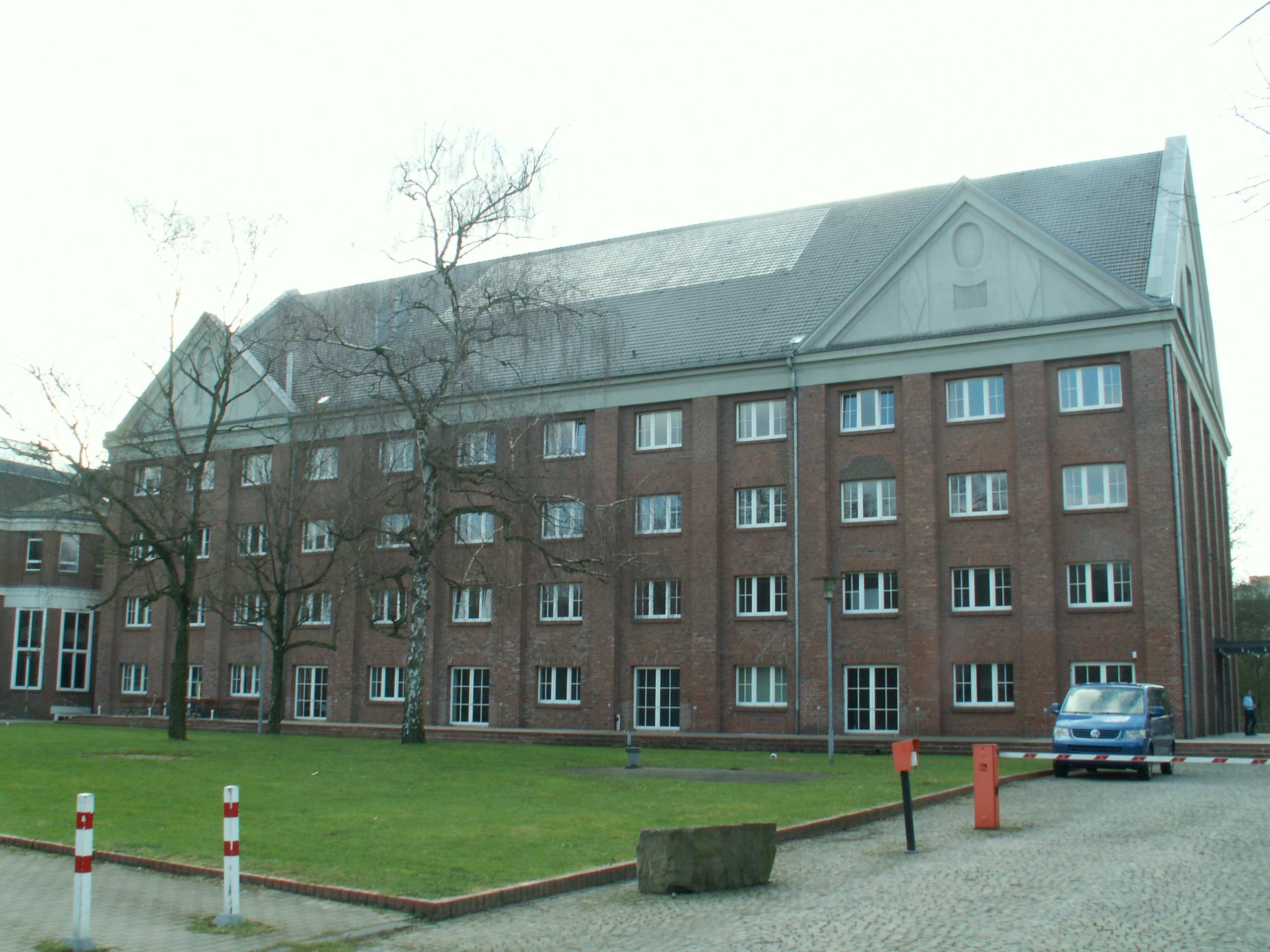
Die ehemalige Maschinen- und spätere Lohnhalle der Zeche Rheinelbe, Schacht I und II

Auf dem Gelände der früheren Gelsenkirchener Gußstahl- und Eisenwerke AG entstand 1995 der Wissenschaftspark Gelsenkirchen, eines der markantesten Symbole für den Strukturwandel nicht nur Ückendorfs, sondern ganz Gelsenkirchens. Das im Rahmen der Internationalen Bauausstellung Emscher Park errichtete Gebäude beherbergt heute Dienstleistungs- und Forschungsunternehmen aus den Bereichen (Solar-)Energie, Informations- und Kommunikationstechnologie sowie Gesundheit. Im Wissenschaftspark befinden sich ferner das Institut Arbeit und Technik des Landes Nordrhein-Westfalen und die städtischen Dienststellen für Stadtentwicklung und Wirtschaftsförderung. Die 300 Meter lange Glasarkade wird zudem für Ausstellungen und Empfänge genutzt.
Im Exterbruch befindet sich seit 1994 das IKT – Institut für Unterirdische Infrastruktur, das sich mit der Entwicklung innovativer Kanalisationstechniken befasst.
Im ehemaligen Verwaltungsgebäude der Gelsenkirchener Gußstahl- und Eisenwerke AG war von 1995 bis 2015 das Gelsenkirchener Arbeitsgericht ansässig. Heute befindet sich dort das NRW-Zentrum für Talentförderung der Westfälischen Hochschule und das Schülerstipendienprogramm RuhrTalente.

## Bildung
Die Fachhochschule für öffentliche Verwaltung Nordrhein-Westfalen (mit Abteilungen in Duisburg, Köln und Münster) hat ihre Zentrale in Ückendorf. Studierende sind Beamte, die den gehobenen Dienst anstreben.
Das Marienhospital ist ein akademisches Lehrkrankenhaus der Universität Duisburg-Essen.

## Kunst

### Künstlersiedlung Halfmannshof
Am 1. April 1926 ging der Halfmannshof in den Besitz der Stadt Gelsenkirchen über. Im Herbst 1931 begann die Stadt Gelsenkirchen, den vom Bauern Halfmann erworbenen Hof als Künstlersiedlung Halfmannshof aufzubauen. Die Idee dazu hatte der damalige Wohlfahrtsdezernent der Stadt Gelsenkirchen, Friedrich Wendenburg. Bezug genommen wird dabei auf die schon aus Zeiten des Weimarer Bauhauses bekannte Idee, mehrere Künstler unter einem Dach zu vereinen. In den 1960er und 1970er Jahren stellte die Künstlersiedlung Halfmannshof ein überregional bedeutendes Zentrum der bildenden Künste dar. Als Auslöser gilt die Entdeckung des Schaumstoffs als Kunst-Gestaltungsmaterial durch den damaligen Sprecher des Halfmannshofes Ferdinand Spindel. Sie lockte Düsseldorfer und Kölner Kunstexperten nach Ückendorf; der Halfmannshof entwickelte sich zu einem Zentrum der Avantgarde. „Der Hof“ organisierte bedeutende Ausstellungen, insbesondere mit Werken der Gruppe ZERO.

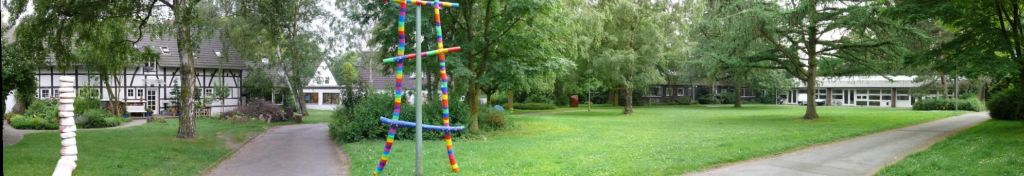
Panoramabild der Künstlersiedlung Halfmannshof

### Galerie Stein
An der Bergmannstraße befindet sich das Atelier und die Galerie des Holzschneiders und Lyrikers Heinz Stein, der sein Werk der zeitgenössischen Grafik gewidmet hat.

### Galerie Hundert – Pixelprojekt Ruhrgebiet
Ebenfalls an der Bergmannstraße gelegen ist die Galerie Hundert. Ausgestellt und vertrieben werden dort Fotografien, die aus der Sammlung des Pixelprojekts Ruhrgebiet stammen. Der Name der Galerie leitet sich aus dem Umstand ab, dass die Fotografien jeweils in einer limitierten Auflage von 100+1 Stück hergestellt werden.

### bild.sprachen
2009 bezog bild.sprachen sein Projektbüro in der Bergmannstraße. Im Zentrum der Arbeit steht die gleichnamige Plattform für Fotografie und Fotografieprojekte. Bis 2013 führte das Projekt verschiedene Fotoausstellungen mit Stadtteilbezug durch, installierte die digitale StadtteilZeitung und führte 2014 mit nationalen und internationalen Fotografen verschiedene Fotoprojekte durch.

### Kunststation Rheinelbe
Auf dem Areal der ehemaligen Zeche Rheinelbe befinden sich die Ateliers von Marion und Bernd Mauß.

### Galeriemeile Gelsenkirchen
2010 haben sich auf Initiative von Peter Liedtke mehrere Galerien und Ateliers zur Galeriemeile Gelsenkirchen zusammengeschlossen. 2013 entstand daraus das Kreativquartier Ückendorf.

## Architektur

### Katholische Pfarrkirche „Heilig Kreuz“

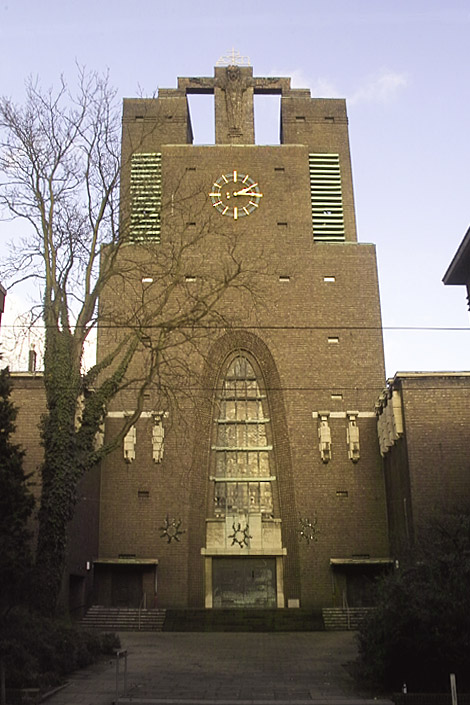
Die von Josef Franke entworfene Heilig-Kreuz-Kirche

In architektonischer Hinsicht bildet der Ortsteil vor allem wegen seiner von Josef Franke entworfenen, an der Bochumer Straße gelegenen ehemaligen katholischen Pfarrkirche Heilig-Kreuz einen Anziehungspunkt für auswärtige Besucher. Die zwischen 1927 und 1929 entstandene Kirche zählt zu den deutschen Hauptwerken des Backsteinexpressionismus. Ihre Westseite wird beherrscht von dem 41 Meter hohen Hauptturm, der über drei Portale verfügt und in den ein großes Fenster in Form einer Parabel eingelassen ist. Der Hauptturm verklammert die beiden Glockentürme, die von einem mächtigen aus Backsteinen gemauerten Kruzifix verbunden werden, das auf einen Entwurf des Gelsenkirchener Bildhauers Hans Meyer zurückgeht, es stellt den gekreuzigten Christus mit Krone auf dem Haupt dar. Auf der Ostseite endet das Kirchenschiff in einem weiteren Turm, der wegen seiner Gestaltung an die in der Frühzeit des Ruhrbergbaus verwendeten Malakowtürme erinnert. Den Innenraum bildet eine 19 Meter hohe und 17 Meter breite hyperbolisch geformten Tonne, die aus Eisenbeton besteht. Der Sakralraum zeichnet sich auch besonders durch seine wunderbare Akustik aus.

### Wissenschaftspark Gelsenkirchen
Wenige Meter von Frankes Pfarrkirche „Heilig Kreuz“ wurde 1995 der mit dem Deutschen Architekturpreis ausgezeichnete Wissenschaftspark Gelsenkirchen errichtet, dessen Entwurf von dem Münchener Architekten Uwe Kiessler stammt. Das Gebäude verfügt über eine etwa 300 m lange Glasarkade, die sich zu einer auf dem Gelände des von Wilhelm Munscheid gegründeten „Gussstahlwerks“ neu angelegten Park- und Teichlandschaft öffnet. Zu ihrer Rückwand im rechten Winkel stehen die angeschlossenen Bürotrakte. Nach Einbruch der Dunkelheit wird die Glasfassade durch die Installation des Lichtkünstlers Dan Flavin illuminiert. Auf dem Dach des Gebäudes wurde das bei seiner Errichtung 1996 weltweit größte Aufdach-Solarstromkraftwerk installiert, welches etwa ein Drittel seines Strombedarfs abdeckt.

### Zwillingsmalakowturm Zeche Holland Schacht 1/2

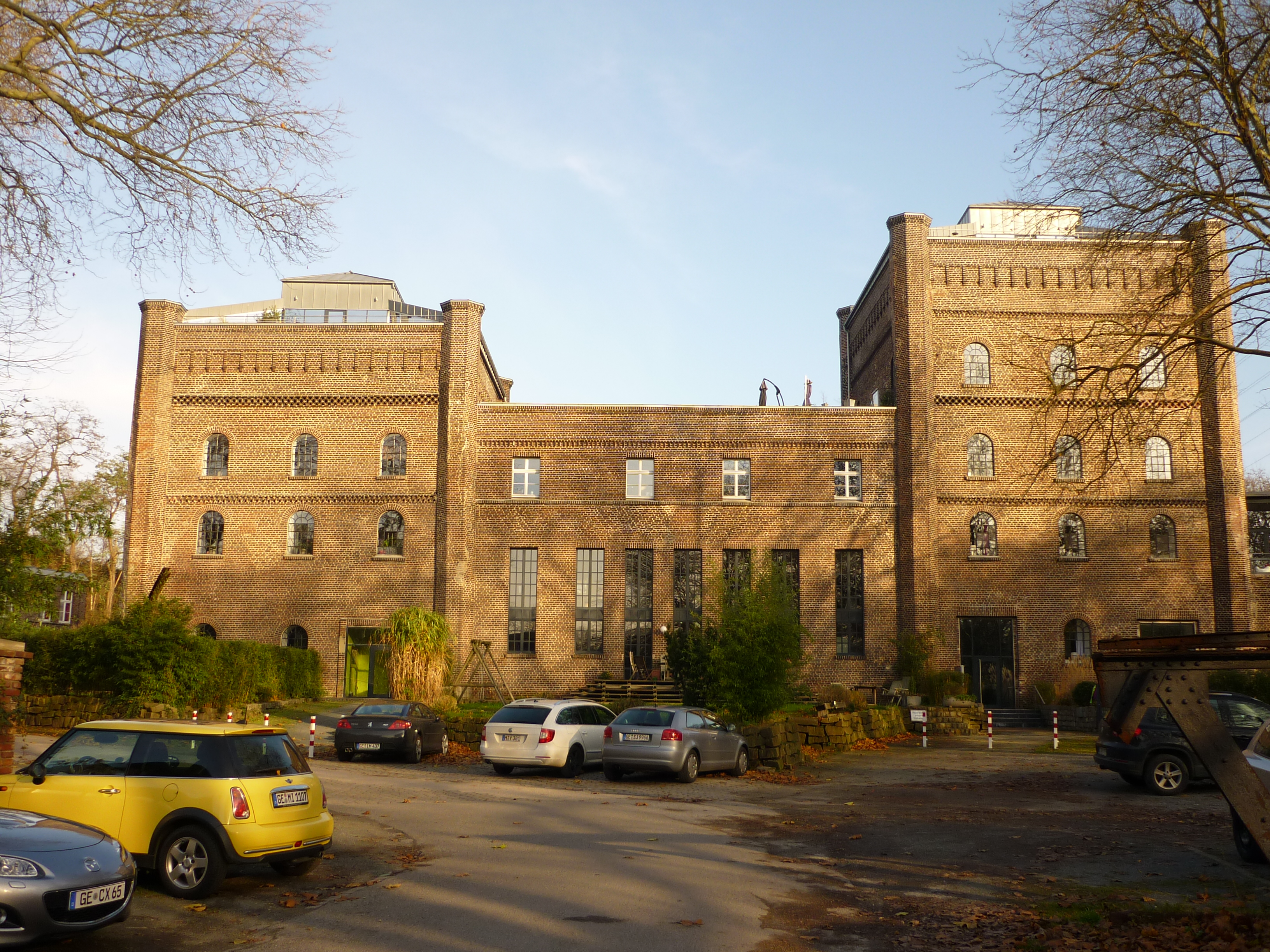
Zwillingsmalakowturm Zeche Holland Schacht 1/2, 2010

An der Ückendorfer Straße unmittelbar vor der Stadtgrenze zu Bochum-Wattenscheid gelegen ist die Schachtanlage 1/2 der Zeche Holland. Sie ist die einzige im Ruhrgebiet erhaltene Schachtanlage, die über einen Zwillingsmalakowturm verfügt. Erbaut in den Jahren 1860 und 1870, bilden beide Türme heute ein eindrucksvolles Zeugnis der Anfänge des Ruhrbergbaus, die noch deutlich von dem Know-how ausländischer Investoren geprägt waren. Letzteres kommt auch in der Architektur der beiden Türme zum Ausdruck, die Anklänge an die englische Tudorgotik aufweist. Der die Türme heute verbindende Mittelteil stammt aus den 1920er Jahren.
Im Jahre 2006 wurden im Innern der beiden unter Denkmalschutz stehenden Malakowtürme und des sie verbindenden Mittelteils Wohnungen und Büroräume eingerichtet. Das ehemalige Kesselhaus – ergänzt um einen in Beton, Glas und Stahl ausgeführten Anbau – beherbergt heute ein Restaurant.
Der Architekt Josef Franke hat das Motiv der Malakowtürme bei der Gestaltung der Pfarrkirche „Heilig Kreuz“ aufgegriffen, indem er mit dem kleineren, auf der Ostseite der Kirche gelegenen Turm nicht zuletzt in den Proportionen und in der Fassade unverkennbare Bezüge herstellte.

### Verwaltungsgebäude Kokerei Alma, Lüftergebäude Zeche Holland Schacht 1/2
Kaum bekannt ist, dass sich in Ückendorf auch zwei von Fritz Schupp und Martin Kremmer erbaute Gebäude befinden. Schupp und Kremmer, die als Architekten der zwischenzeitlich auf der UNESCO-Liste des Weltkulturerbes verzeichneten Zeche Zollverein Berühmtheit erlangt haben, entwarfen auch die 1928 in Betrieb genommene Zentralkokerei Alma. Sie belieferte vor allem die Hochöfen des nördlich angrenzenden Schalker Vereins mittels einer Seilbahn über die Gleise der vormaligen Köln-Mindener Eisenbahn hinweg mit Koks. Die Kokerei wurde in den 1960er Jahren abgerissen – mit Ausnahme des Verwaltungs- und Kauengebäudes, das noch heute von der Almastraße aus erkennbar ist. Das Gebäude besteht aus einem zweigeschossigen Mittelteil, der von zwei eingeschossigen Flügelbauten flankiert wird. Die Fassade wird in der für die Bauten des Expressionismus typischen Weise durch umlaufende Betongesimse und Ziegelzierbänder geprägt. Obwohl das Gebäude gemeinhin als Baudenkmal angesehen wird, ist es vom Verfall bedroht.
Schupp und Kremmer haben des Weiteren das von 1925 stammende Lüftergebäude entworfen, das auf der Schachtanlage 1/2 der Zeche Holland erhalten ist.

### Katholische Pfarrkirche „St. Thomas Morus“

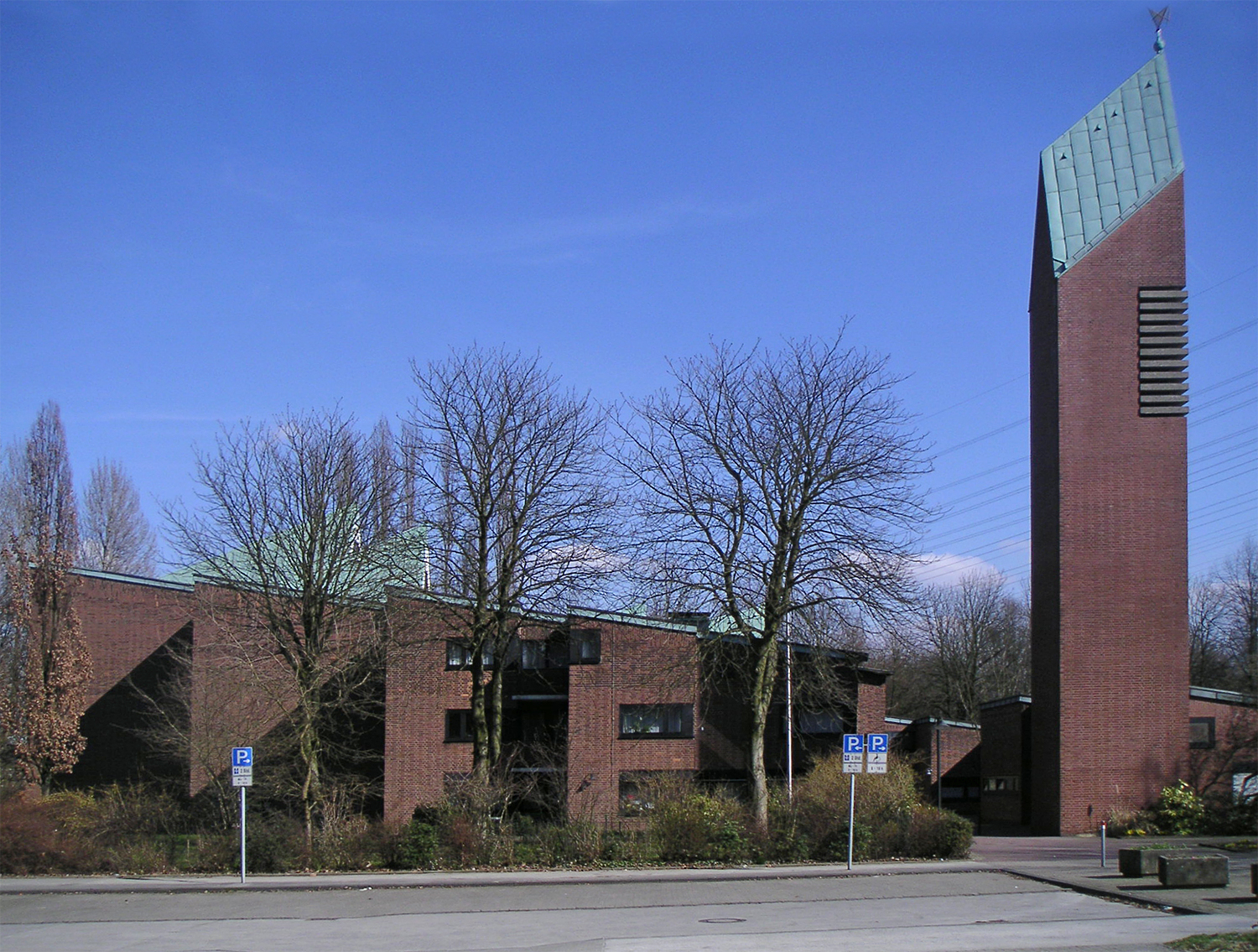
St. Thomas Morus

Die am Schulte-im-Hofe-Platz gelegene römisch-katholische Pfarrkirche „St. Thomas Morus“ ist 1966 erbaut worden, sie hat der für seine anspruchsvollen Sakralbauten bekannten Architekt Gottfried Böhm entworfen. Das in Backstein ausgeführte Gebäudeensemble – es enthält auch Pfarrhaus, Pfarr- und Jugendheim sowie einen Kindergarten – wird in seiner Gestaltung zwar durch die für Böhm typischen Vor- und Rücksprünge geprägt; diese sind jedoch -anders als beispielsweise in Böhms berühmten Nevigeser Wallfahrtsdom- in diesem Gebäude rechtwinklig ausgeführt. Bestimmend für das Erscheinungsbild ist das schräg geneigte Dach, welches mit Ausnahme des Turmes alle Baukörper überdeckt.

### Gründerzeitarchitektur im Viertel südlich Bochumer Straße – Markgrafenstraße – Parkstraße – Niermannsweg
Einen guten Eindruck von der wirtschaftlichen Kraft der die Gemeinde Anfang des 20. Jahrhunderts erfassenden Industrialisierung vermittelt noch heute die zum Großteil erhaltenen gebliebenen Bauten des Historismus im Viertel südlich von Bochumer Straße – Markgrafenstraße – Parkstraße – Niermannsweg. Der wohl überwiegende Teil der zumeist freistehenden, villenartigen Gebäude war von den örtlichen Unternehmen für ihre leitenden Angestellten errichtet worden, die hier mit ihrem Personal auf zum Teil parkähnlichen Grundstücken lebten. Behutsam restauriert wurde inzwischen eine der beiden durch das „Wasserwerk für das nördliche westfälische Kohlenrevier“ (heutige Gelsenwasser AG) erbauten Villen, die im Jahre 1911 in der Parkstraße als einzige Häuser auf der zum Von-Wedelstaedt-Park zugewandten Straßenseite platziert wurden und deren Entwürfe von dem Architekten Josef Franke stammen.

### Halde Rheinelbe mit „Himmelstreppe“

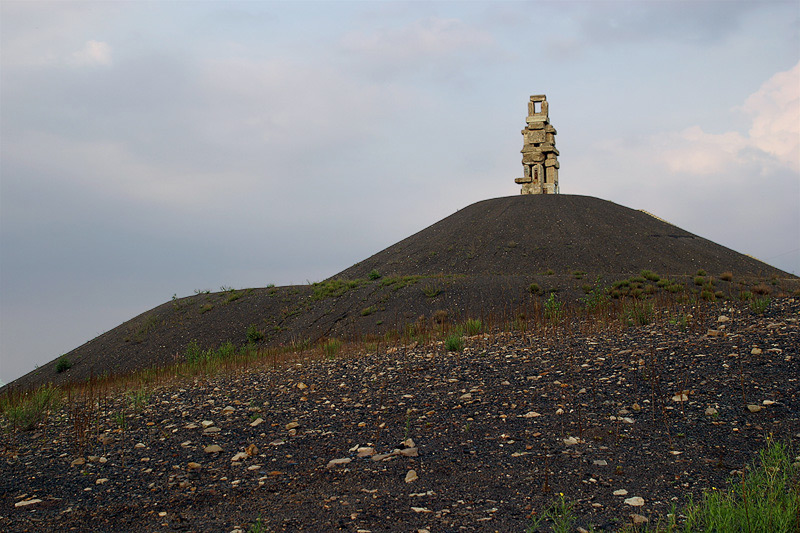
Die Himmelstreppe auf der Halde Rheinelbe

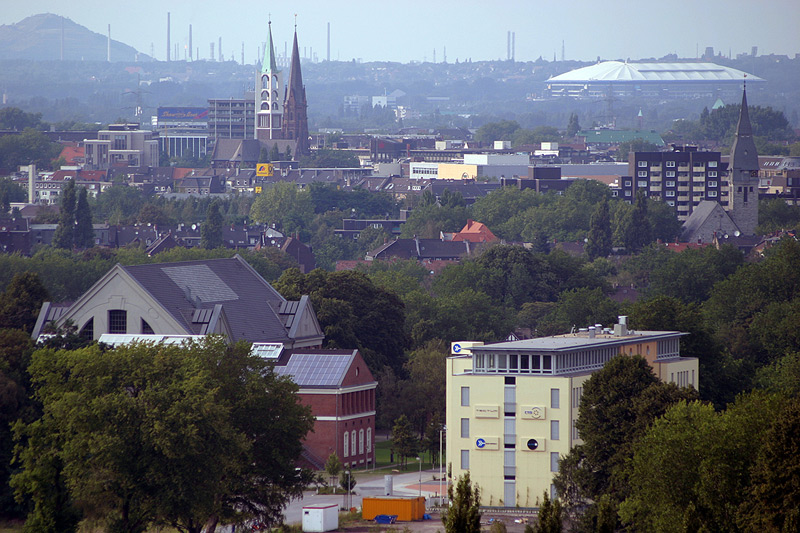
Blick mit dem Teleobjektiv von der Himmelstreppe

Obgleich die Zeche Rheinelbe ihre Förderung schon im Jahre 1928 einstellte, wurde die auf ihrem Gelände befindliche Bergehalde noch bis in die späten 1990er Jahre genutzt, um dort Gesteinsreste („Berge“) zu lagern, die bei der Kohlegewinnung unweigerlich mitgefördert wurden. Soweit solche „Berge“ später nicht wieder als Baustoffe Verwendung fanden, bilden sie heute die überall im Ruhrgebiet anzutreffenden Halden, die von der Natur inzwischen weitgehend „zurückerobert“ worden sind. Eine der sehenswertesten Gesteinshalden des Reviers ist die an der ehemaligen Kray–Wanner Bahn, dem heutigen Emscher Park Radweg, gelegene Halde Rheinelbe, die zuletzt im Rahmen der Internationalen Bauausstellung Emscher Park 1999 weiter aufgeschüttet und von dem Künstler Herman Prigann umgestaltet wurde. Überregionale Bekanntheit hat vor allem die dort von Prigann installierte „Himmelstreppe“ erlangt.

## Theater
Am 12. August 1883 gründete Karl Höfert in Ückendorf die Theatergesellschaft Preziosa, die ihre Spielstätte heute in der Aula der Gesamtschule an der Bochumer Straße gefunden hat. Während ursprünglich Sing-, Lust- und Schauspiele aufgeführt wurden, dominieren heute Boulevardkomödien und Märchen den Spielplan. In den Jahren von 1945 bis 1948 existierte in der Bochumer Straße Nr. 134 das Theater an der Bochumer Straße.

## Kino
Bis in die späten 1970er Jahre gab es in Ückendorf vier Lichtspielhäuser, nämlich
- das im Lindacker gelegene „Rex“ (noch heute im rückwärtigen Teil des Restaurants „Haus Siebrecht“ erkennbar),
- das „Roland Kino“ an der Bochumer Straße (heute ein Supermarkt)
- das „Scala“ an der Regensburger Straße und
- das „Odeon“, Ückendorfer Str. 40

Auch heute werden in der (im Abschnitt Theater erwähnten) Aula im Rahmen des „Kommunalen Kino“ Filme gezeigt.

## Grünflächen

### Von-Wedelstaedt-Park
Von besonderem gartenarchitektonischen Interesse ist der Von-Wedelstaedt-Park (gelegentlich auch Südpark genannt). Er hat eine Fläche von etwa neun Hektar und verfügt über einen künstlich angelegten Teich mit Fontäne. Im Gegensatz zu dem im schweizerischen Fachwerkstil ausgeführten Gärtnerhaus sind die ursprünglich errichteten Tiergehege – in denen u. a. der kaukasische Braunbär „Philipp“ logierte – heute nicht mehr vorhanden. Der Name des an der Parkstraße gelegenen Parks geht auf Carl von Wedelstaedt zurück, dem letzten Amtmann des selbständigen Amtes Ückendorf. Von Wedelstaedt hatte den Park 1899/1900 errichten lassen.

### Rheinelbepark
Der Ursprung des Rheinelbeparks geht zum einen auf den Garten der heute nicht mehr existierenden Villa von Emil Kirdorf und zum anderen auf einen von der Gelsenkirchener Bergwerks AG ausschließlich für ihre leitenden Angestellten errichteten hoch umzäunten Privatpark zurück, dessen Größe es den Bergwerksangehörigen sogar erlaubte, darin der Jagd nachzugehen. Die Stadt Gelsenkirchen erwarb dieses Gelände 1959 und machte es für alle zugänglich. Der Park zeichnet sich durch seinen sehr alten Baumbestand aus; zu finden sind beispielsweise ca. 180 Jahre alte Buchen. Im Park erhalten war zudem die 'Sachsenwald-Eiche'. Sie wurde am 10. April 1896 als Geschenk Otto von Bismarcks an Emil Kirdorf gepflanzt. Der Baum war ca. 12 m hoch und verfügte über einen Stammumfang von 180 cm. Nach schweren Schäden durch den Sturm Ela im Jahr 2014 ist die Eiche bis auf den Stumpf gefällt und 2015 auf der städtischen Naturdenkmalliste als abgegangen vermerkt worden.

### „Alter Friedhof“; Südfriedhof
Die Reste des „Alten Friedhofs“ sind als kleine Parkanlage an der Elsa-Brandström-Str. erhalten geblieben. Er hatte für die Ückendorfer Bevölkerung ursprünglich vor allem deshalb große Bedeutung, weil es nach seiner Anlage im Jahre 1892 nicht länger notwendig war, die Verstorbenen in Wattenscheid beizusetzen. Als Trauerhalle des „Alten Friedhofs“ diente das Gebäude des heutigen Kulturzentrums Spunk am Festweg. Obgleich die Stadt Gelsenkirchen den Friedhof 1961 in die heutige Parkanlage umwandelte, blieben seine Wurzeln lange Zeit durch einige im Buschwerk verbliebene Grabsteine erkennbar.
Angesichts der rasanten Bevölkerungsentwicklung wurde der „Alte Friedhof“ bald zu klein. Schon um 1900 wurde daher an der Osterfeldstraße (heute Günnigfelder Straße) der zweite Ückendorfer Friedhof, der heutige „Südfriedhof“, angelegt. Auf seinem jüdischen Teil befindet sich heute das Grab von Kurt Neuwald, einem der Mitbegründer des Zentralrats der Juden in Deutschland und Ehrenbürger der Stadt Gelsenkirchen.

### Pestalozzihain
Zwischen den beiden Ückendorfer Stammkirchen, der katholischen St. Josef-Kirche und der evangelischen Nicolaikirche, befindet sich der Pestalozzihain. Dieser kleine Park hat für die Ückendorfer Bürger in jüngster Zeit wieder besondere identitätsstiftende Bedeutung erlangt, da die ortsansässigen Vereine und Organisationen dort alljährlich am zweiten Adventssonntag einen Weihnachtsmarkt durchführen.
360°-Panorama

## Sport

### Sportstätten
Die größte Ückendorfer Sportstätte ist das etwa 21.000 Zuschauer fassende Südstadion, in dem die SG Eintracht Gelsenkirchen (Fußball-Zweitligist in den Jahren 1950–1952, 55–63, 64–69, 70–73) ihre Heimspiele austrug. Der Hauptplatz verfügt über eine Laufbahn sowie über eine überdachte und mit Sitzplätzen ausgestattete Haupttribüne.
Als Sportstätten stehen weiter u. a. die Sportanlagen auf dem Gelände der Gesamtschule, mehrere Tennisplätze sowie eine Indoor-Socceranlage zur Verfügung.
Bis in die späten 1980er Jahre wurden im Motodrom Gelsenkirchen, das sich auf dem Gelände der früheren Kokerei Alma befand, Autorennen ausgetragen.

### Sportvereine

#### Fußball
Zu den bekanntesten Ückendorfer Fußballvereinen zählen Kickers Ückendorf, SG Eintracht Gelsenkirchen, DJK Schwarz Weiß Gelsenkirchen-Süd und Arminia Ückendorf.

#### Tennis
In Ückendorf gibt es zwei Tennisanlagen, die von der Tennisgemeinschaft Rheinelbe e. V. und dem TC Ückendorf e. V. unterhalten werden.

#### Schießsport
Die in Ückendorf ansässige Gelsenkirchener Schützengilde pflegt neben dem traditionellen Brauchtum auch den Schießsport.

## Persönlichkeiten
- Rudolf Schulte im Hofe, Maler, Mitglied der Berliner Akademie der Künste, wurde am 9. Januar 1865 in Ückendorf geboren.
- Otto Boyer, Maler und Schriftsteller, wurde am 21. Juni 1874 in Ückendorf geboren.
- Emil Kirdorf, Industrieller, prägte als Generaldirektor der in Ückendorf ansässigen Gelsenkirchener Bergwerks AG – der Keimzelle des späteren Veba-Gelsenberg-Konzerns – lange die wirtschaftliche Entwicklung des Stadtteils. Er wohnte später in Mülheim an der Ruhr. Seinen Tod ließ Hitler durch Anordnung eines Staatsbegräbnisses und durch seine persönliche Anwesenheit propagandistisch in Ückendorf in Szene setzen.
- Josef Franke, Architekt, baute nicht nur einige erhaltene, denkmalwerte Gebäude in diesem Stadtteil, sondern lebte und arbeitete hier von 1905 bis 1909, seit 1906 in seinem eigenen Haus Markgrafenstraße 3/3a.
- Carl Hundhausen, Public-Relations-Fachmann, wurde am 1. November 1898 in Ückendorf geboren.
- Klaus-Peter Wolf, Schriftsteller und Drehbuchautor, wuchs in Ückendorf auf.
- Robert Paetz, ODEON-Kino Ückendorferstr. 40, Gründer der Westdeutschen Schulfilm 1949, erstes bundesweites Filmmedienprojekt für Schulen, Herausgeber der Zeitschrift Film-Jugend-Schule, Inhaber des Studio Filmverleih, Träger des Kultur-Ehrenpreis Stadt Gelsenkirchen.
- Ludger Volmer, Gründungsmitglied und von 1991 bis 1994 Bundesvorsitzender der Partei Die Grünen sowie von 1998 bis 2002 Staatsminister im Auswärtigen Amt, wuchs in Ückendorf auf.
- Reinhard Klenke,  Regierungspräsident, wohnt in Ückendorf.
- Michael Skibbe, Fußballtrainer, wurde in Ückendorf geboren und wuchs dort auf.
- Norbert Elgert, Trainer der A-Jugend-Mannschaft und ehemaliger Profispieler des FC Schalke 04, wuchs in Ückendorf auf
- Markus Kauczinski, Fußballtrainer, wuchs in Ückendorf auf.
- Hans-Jürgen Gede, Fußballtrainer (u. a. bis 2005 der usbekischen Nationalmannschaft) und ehemaliger Fußballspieler (FC Schalke 04) wurde am 14. November 1956 in Ückendorf geboren.
- Walter Trockel jun., Professor (1984–2012) und Direktor (2002–2009) am Institut für Mathematische Wirtschaftsforschung (IMW) der Universität Bielefeld, besuchte von 1950 bis 1954 die Parkschule und wuchs in Ückendorf auf.
- Norbert Dörmann, ehemaliger Fußballspieler u. a. für FC Schalke 04 und Borussia Dortmund, absolvierte insgesamt 60 Bundesligaspiele
- Friedrich Kronenberg, Politiker, Mitglied des Bundestages, Generalsekretär  des Zentralkomitees deutscher Katholiken
- Max Lucks, Politiker, Mitglied des Bundestages

## Ausgewählte Ückendorfer Straßennamen und ihre Bedeutung
- Almastraße – erinnert an die Schlacht an der Alma (20. September 1854) im Krimkrieg zwischen Russland einerseits und Frankreich und Großbritannien andererseits.
- Am Dördelmannshof – Erinnert an das Gehöft der Familie Dördelmann.
- Carl-Mosterts-Straße – Benannt nach dem katholischen Jugendseelsorger Carl Mosterts, der die DJK gründete. Die Straße hat hinsichtlich ihres Namens eine wechselvolle Vergangenheit: Sie hieß ursprünglich Sedanstraße, ab 1903 Yorkstraße und ab 1946 Göttinger Straße. Ihren heutigen Namen trägt sie seit 1969.
- Festweg – Die Verbindung zwischen der heutigen Ückendorfer Straße und der ursprünglichen gemeindlichen Festwiese, die in etwa an der Stelle des heutigen Schulte-im Hofe-Platzes gelegen war, bildete im 19. Jahrhundert ein kleiner Feldweg, für den sich im Volksmund nach und nach die heutige Bezeichnung Festweg einbürgerte.
- Grollmannstraße – Erinnert an die alte Ückendorfer Familie Grollmann.
- Görresstraße – Bezeichnung zu Ehren des katholischen Publizisten Joseph Görres. Die Namenswahl steht in Verbindung mit der Bebauung der gesamten Straße durch die katholische „Eigenhaus – Gemeinnützige Bau-Spargenossenschaft“ von 1928.
- Hohenfriedberger Straße – Erinnert an die Schlacht bei Hohenfriedeberg im Zweiten Schlesischen Krieg (siehe auch Spichernstraße).
- Im Lindacker – Reminiszenz an die Lindenbäume, die den ursprünglichen Dorfplatz – den heutigen Ückendorfer Platz – umstanden.
- Im Rosenhag – Ursprünglich sollte diese – ebenfalls von der katholischen „Eigenhaus – Gemeinnützige Bau-Spargenossenschaft“ von 1928 bebaute – Straße „Maria im Rosenhag“ heißen, was eine Bezugnahme auf berühmte Mariendarstellungen (vgl. z. B. Lochners Madonna im Rosenhag) dargestellt hätte. Wegen der nationalsozialistischen Machtergreifung war diese Planung bei Fertigstellung der Bebauung praktisch unmöglich geworden.
- Niermannsweg – Erinnert an die alte Ückendorfer Familie Niermann.
- Schulte-im-Hofe-Platz – Zum Gedenken an den in Ückendorf geborenen Maler Rudolf Schulte im Hofe
- Spichernstraße – Erinnert an den Ort Spicheren, der – ebenso wie die Stadt Weißenburg – im Deutsch-Französischen Krieg 1870/1871 Schauplatz einer berühmten Schlacht war (siehe auch Schlacht bei Spichern und Schlacht bei Weißenburg).
- Weißenburger Straße – Siehe Spichernstraße.